# Skautská pošta
Pošta českých skautů byla kurýrní služba provozovaná v Praze skauty ze spolku Junák – český skaut v období těsně po osamostatnění Československa mezi Národním výborem a dalšími orgány nově vznikajícího státu. V rámci jejího fungování vznikly poštovní známky, které jsou prvními skautskými známkami na světě a zároveň prvními známkami československými.

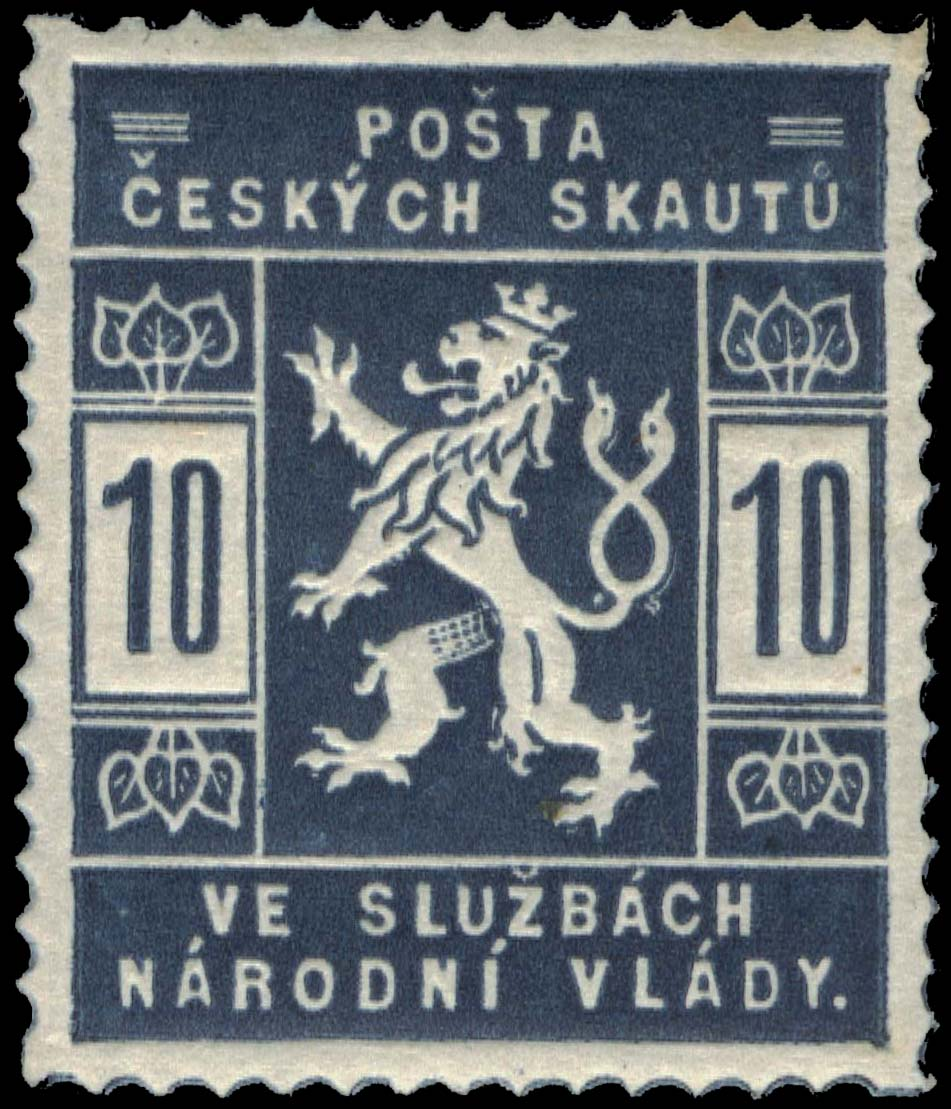
Známka skautské pošty

Popud k založení služby dal tehdejší starosta Junáka, Josef Rössler-Ořovský, sám nadšený filatelista, který již před vyhlášením československé samostatnosti jednal s představiteli Národního výboru, s nimiž dohodl zapojení skautů do dozorčí, strážní a doručovací služby. Ihned 28. října 1918 pak zveřejnil náčelník Junáka Antonín B. Svojsík inzerát do odpoledních novin, kterým na druhý den povolal všechny pražské skauty do služby. První schůzka se konala v pozdějším koordinačním centru na Staré rychtě v Rytířské ulici.
Do řad služby se zapojilo několik stovek převážně pražských skautů. Písemnosti roznášeli po Praze většinou pěšky nebo na kole, měli ale i volné jízdenky na tramvaj. Mezi zapojenými byly pozdější významné československé osobnosti, např. Prokop Drtina, Josef Charvát nebo Ladislav Rašín. Pro kurýrní službu fungovaly tři sběrny (např. v Obecním domě nebo v Harrachově paláci), kde se skauti střídali po šestihodinových směnách. Při organizaci pošty také skauti přešli od dřívějšího vykání k tykání a zavedli oslovení „sestro“ a „bratře“.
Hlavním důvodem pro vznik skautské doručovací služby byla nedůvěra k běžné poště, kde sloužilo mnoho úředníků podezíraných z přetrvávající loajality k Rakousku-Uhersku. Skautská pošta fungovala do 25. listopadu 1918, kdy byla opět vystřídána běžným doručováním, v té době již považovaným za spolehlivé. Na jeden den byla obnovena 21. prosince 1918 při příležitosti příjezdu prezidenta T. G. Masaryka do vlasti.

## Známky
Pro potřeby doručování byly vytištěny i poštovní známky ve dvou hodnotách s českým lvem a textem Pošta českých skautů ve službách národní vlády, které zajišťovaly důvěryhodnost doručování. Měly nominální hodnoty 10 haléřů (modrá) a 20 haléřů (červená). Dnes jsou ceněným sběratelským kouskem. Nejcennější jsou známky s přetiskem ze dne příjezdu T. G. Masaryka.
Tyto známky nebyly vydány poštou a proto nejsou počítány mezi běžné poštovní známky.
K výročí 100 let Skautské pošty připravilo Poštovní muzeum v roce 2018 výstavu Pošli to dál.